# 陈章良
陈章良（1961年2月3日—），男，福建福清人，中华人民共和国政治人物。第八、九、十届全国人大教科文卫委员会委员，第十届全国人大常务委员，第十一届、第十二届全国政协常务委员。曾任广西壮族自治区人民政府副主席、中国科协副主席、书记处书记。

## 生平
陈章良是福建省福清市新厝镇界下村人。1978年，考入华南热带作物学院栽培系。1982年7月，毕业。1983年8月，公派美国留学，1987年8月毕业于圣路易斯华盛顿大学生物系植物分子生物学及基因工程专业，获博士学位。1987年8月回国，进入北京大学工作，任副教授。1989年5月，任北京大学教授。1992年7月，任北京大学生物系主任。1993年9月，任北京大学生命科学学院院长。1995年7月，任北京大学副校长兼生命科学学院院长。1995年7月，当选第八届全国青联副主席。2000年7月，当选第九届全国青联副主席。
2002年4月，任中国农业大学校长。2003年12月，欧美同学会第五届理事会第一次会议在北京召开，他担任常务副会长。2005年7月，当选第十届全国青联副主席。
2007年12月，任广西壮族自治区人民政府副主席。
2013年6月，任中国科学技术协会第八届全国委员会副主席、常务委员会书记处书记、常务委员会委员。2016年11月，请辞第十二届全国政协常务委员、委员。

## 成就与荣誉
他是国际上首批成功地将大豆储藏蛋白的基因转入茄科植物中的科学家之一，并因此获得联合国教科文组织授予的“贾乌德·侯赛因”青年科学家奖。

## 争议
- 对于陈章良的学术能力及其在恐龙蛋基因问题、涉嫌抄袭等学术不端的问题，有一些批评意见[7]。
- 曾鼓吹“21世纪是生命科学的世纪”，被认为有力地误导了大批中国内地高中生报考在21世纪初就业困难的生物类专业。